# Metting
 Metting  es una comuna        y población de Francia, en la región de Lorena, departamento de Mosela, en el distrito de Sarrebourg y cantón de Phalsbourg.
Su población en el censo de 1999 era de 302 habitantes.
Está integrada en la Communauté de communes du Pays de Phalsbourg .

## Demografía
| 313 | 307 | 299 | 301 | 306 | 302 |
| Para los censos de 1962 a 1999 la población legal corresponde a la población sin duplicidades (Fuente: INSEE [Consultar]) |     |     |     |     |     |